# Cephalaeschna masoni
Cephalaeschna masoni – gatunek ważki z rodziny żagnicowatych (Aeshnidae).